# ジャン・ムーラン・リヨン第3大学
ジャン・ムーラン・リヨン第3大学（仏: Université Jean Moulin Lyon 3）は、フランス第二の都市リヨン市にある1973年に設置された公立大学である。大学の略称は "Lyon 3"（リヨン第三大学）。
リヨン大学連盟を構成するカレッジのひとつであり、ヨーロッパの歴史的な大学連盟のひとつコインブラ・グループ (Coimbra Group)に加盟している。リヨン中心部7区にキャンパスを構える。学生数は約3万人と規模が大きい大学である。同校は、法学、政治学を専門としているが、他にも哲学部、経営学部、人文社会科学部、外国語学部も有する。

## 歴史
起源は1896年であり、1968年5月10日に勃発した五月危機の結果、1973年にリヨン大学の一校として発足した。

## 法学部
1875年に第3代大統領パトリス・ド・マクマオンにより創設されたリヨン法律学校は、フランス共和国では名門として知られ、明治時代には梅謙次郎をはじめ多くの日本の法学者が訪れた。現在、首都圏以外の法学部では最大規模を誇り、同校の学生の半数近くが法学部に所属している。世界初の大学ランキング『ゴーマン・レポート（英: Gourman Report）』では、フランスの地方では1位に、ヨーロッパにおいては、オックスフォード、ケンブリッジ、パリ、ハイデルベルクに続きトップ5のロースクールであるとの評価を得た。　
リヨン市に国際刑事警察機構(インターポール, ICPO)の本部が置かれていることから、国際刑事法や犯罪学、安全保障研究の評価が高く、シンポジウムを共同で毎年開催している。また、欧州警察大学校、国立司法学院、公共財政大学校との学術提携や、フランス国立警察高等学院や、リヨン大学医学部、英国エセックス大学法学部などと二十学位制度を実施している。英語によるLLB/LLMプログラムを実施している。海外からの客員教授を招聘しており、法律研究施設も多くある。日本の外務省研修先機関としても留学生受け入れを行っている。

## 主な学部
法学部
- 法律学科
- 政治学科
- 仏英米法学科
- 法哲学科

哲学部
- 法哲学科
- 哲学科

経営学部
- 会計学科
- 経営管理学科
- 国際貿易学科
- 人事労務管理科

人文社会科学部
- 地理学科
- 歴史学科
- 情報学科

外国語学部
- 英語、ロシア語、中国語、アラビア語、スペイン語、ドイツ語、イタリア語、ポーランド語、ギリシャ語、ヘブライ語、ヒンディー語、韓国語、日本語

## 国際提携
同大学は世界各国の多くの大学と国際協定を結んでおり、多数の外国人留学生を受け入れる大学でもある。日本でも、国立大学では大阪大学、大阪教育大学、奈良教育大学、名古屋大学、広島大学、横浜国立大学、金沢大学、私立大学では慶應義塾大学、早稲田大学、上智大学、明治大学、中央大学、法政大学等が提携校として、交換留学を行っている。

## 大学関係者
フランス人出身者
- アンヌ・イダルゴ - 政治家(社会党)、現パリ市長
- ミシェル・メルシエ  - 政治家(共和党)、元法務大臣
- ドミニク・ペルベン - 政治家(共和党)、元法務大臣
- ティエリ・ブライヤール（フランス語版） - 政治家、元国務院長、元スポーツ省大臣
- ドミニク・ドール（フランス語版）  - 政治家(共和党)、エクス＝レ＝バン市長
- パトリック・ルイ  -  政治家(右派政党フランス運動事務総長)、欧州議会議員
- ミッシェル・ハヴァード（フランス語版） - 政治家(共和党)
- ジョルジュ・フェネシュ（英語版） - 政治家(共和党)、裁判官
- ルイ・ジョスラン（フランス語版） - 法学者、破毀院顧問
- エドゥアール・ランベール（フランス語版） - フランス比較法学の父 (1866-1947)
- マリー・アンヌ＝コアンデ（フランス語版） - 憲法学者、ソルボンヌ法科大学院長
- フリジット・バルジョ - 政治運動家
- フランソワ・ペルー  - 経済学者、コレージュ・ド・フランス教授
- ジョルジュ・シャプティエ（英語版）  - 哲学者、神経生物学者
- フランツ・ファノン - 思想家、精神科医、黒人系アルジェリア独立運動家
- シルヴィ・テリエ - ミス・フランス、ミス・ヨーロッパ委員会会長

海外出身者
- ワリド・ファレス  - 米国大統領ドナルド・トランプ及びミット・ロムニーの外交政策顧問、米国防大学教授
- イザック・ジダ - 元ブルキナファソ大統領
- モハメッド・シャウキ（フランス語版） - エジプトの国務委員長
- レイネ・アラピニ＝ガンソ（フランス語版） - 国際刑事裁判所判事
- アントワーヌ・ガネム - 政治家(レバノンのファランヘ党議員)
- カリマ・スイッド（フランス語版）  - 政治家(チュニジアのエタカトル党議員)
- カドラ ハメド ハッサン - 駐ジュネーブ・ジブチ共和国国連大使[6]
- グイ・ルンメイ - 台湾の女優

日本人出身者
- 梅謙次郎 - 東京帝国大学法科大学長、法政大学創立者、日本の民法典起草者
- 富井政章  - 東京帝国大学法科大学長、法政大学創立者、日本の民法典起草者
- 宮城浩蔵  - 刑法学者、政治家、明治大学創立者
- 本野一郎 - 外交官、政治家、元駐フランス日本国公使、元外務大臣
- 杉村陽太郎 - 外交官、元駐フランス日本国大使
- 古垣鉄郎  - 外交官、元駐フランス日本国大使、元NHK会長
- 石崎政一郎 - 東北大学名誉教授、日仏法学会会長
- 松浦晃一郎 - 外交官、元駐フランス日本国大使、ユネスコ第8代事務局長